# Emanuele Cecere
Emanuele Cecere (Napoli, 1º febbraio 1971) è un tecnico del suono italiano, vincitore di un Nastro d'argento al migliore sonoro in presa diretta e due Ciak d'oro per il migliore sonoro in presa diretta.

## Biografia
Diplomatosi al Centro Sperimentale di Cinematografia a Roma nel 1994, dopo alcune esperienze nel mondo pubblicitario intraprende la carriera cinematografica nei primi anni 2000, iniziando una continua collaborazione col regista Paolo Sorrentino.

## Filmografia
- Le conseguenze dell'amore, regia di Paolo Sorrentino (2004)
- La guerra di Mario, regia di Antonio Capuano (2005)
- L'amico di famiglia, regia di Paolo Sorrentino (2006)
- Lascia perdere, Johnny!, regia di Fabrizio Bentivoglio (2007)
- Il divo, regia di Paolo Sorrentino (2008)
- L'amore buio, regia di Antonio Capuano (2010)
- La grande bellezza, regia di Paolo Sorrentino (2013)
- Miele, regia di Valeria Golino (2013)
- Youth - La giovinezza, regia di Paolo Sorrentino (2015)
- Loro, regia di Paolo Sorrentino (2018[6])

## Premi e riconoscimenti
- Nastro d'argento
  - 2013 - Miglior sonoro per La grande bellezza[1]
- Ciak d'oro
  - 2008 - Miglior sonoro per Le conseguenze dell'amore[2]
  - 2012 - Miglior sonoro per L'amico di famiglia[3]